# 江見慎之介
江見 慎之介（えみ しんのすけ、1976年2月6日 - ）は岡山県内外で展開しているリラクゼーションマッサージ店「手もみ屋本舗」などを展開するミツバファクトリーの代表取締役である。趣味はモータースポーツ。

## 来歴

### 少年時代[6]
転居が続き、姫路市に生まれたが、小学生になるときには尼崎市にいた。福知山市の小学校に入学したが、小学３年生のときには岡山市に移ったため、岡山県の方言に戸惑った。級友たちに溶け込もうとしたが、よそ者扱いが続いた。中学２年生からは、給食を食べにだけ学校へ行き、早退を繰り返した。子供の頃の夢はレーシングドライバーだった。

### 青年時代[8]
高校１年生のときに留年した。高校２年生の夏休みには、年齢を18歳だとごまかして警備員のアルバイトをした。配置されたのが山道の工事現場での交通整理だったため、１日に車は数台しか通らず、暇であった。このとき、自分は社会に必要のない人間だと感じ、必要となる人間になりたいと思った。18歳で運転免許を取り、サーキットで車を走らせていた。
高校卒業後はハウスメーカーの派遣社員になったのだが、始業時間が8時30分からにもかかわらず、8時20分から始まるラジオ体操にやる意義を感じず、始業開始の8時30分から出社したため、解雇された。その後は薬品メーカーの営業し、営業成績がトップになる。転職をした写真関連商品販売会社の営業成績は良かったが、会社のルールに従う意味が分からず、常識という言葉で叱られ続け、人事評価は最低となり、社内で評判の悪い営業所へ異動になる。所長の「口の利き方が悪いとか、君は色々言われている。でも気にするな。営業が得意という長所を伸ばせばいい。」という言葉通りに努力し、１年で本社に戻った。

### 実業家
起業したいという思いが芽生え、不動産会社を営んでいた父親に相談していたが、父親が急死した。父親の遺産である300万円を元手に、クリーニング屋兼写真屋を始めたのだが、３年経った頃、突然やる気が消え、３ヶ月間引きこもりの生活をする。精神的に辛くなったためリラックスしたいと思い、マッサージを受けに行くも、当時、多くの店は夜は開いておらず、金額も明記していなかった。軽くもみほぐしてほしいだけなのに本格的な施術を受けることもあった。そこで企画したのが、仕事が終わってからでも気軽に行けるリラクゼーションの店だった。
- 2002年に「手もみ屋本舗」や岩盤浴などの事業を展開する株式会社ミツバファクトリーを創業する。
- 2014年に同社がスポンサーを務める女子サッカー・吉備国際大学Charme岡山高梁の理事となる[10]。

自身が高卒であり、高卒採用の割合が比較的高いため、学歴コンプレックスを払拭し将来設計を抱けるようにするために、大学卒業資格の取得のための支援策として、教育提携を結んでいる学校法人順正学園が展開する吉備国際大学、九州保健福祉大学の通信教育部で学ぶ学費の半額を無返済の奨学金支給することを決めた。

## メディア出演

### テレビ
- 自由人、会社人〜トップの横顔〜（KSB瀬戸内海放送）[12]